# 10182 Junkobiwaki
10182 Junkobiwaki este un asteroid din centura principală, descoperit pe 20 martie 1996, de Kin Endate și Kazuo Watanabe.